# Jacob von Falke
Jacob von Falke, vor 1873 Jacob Falke (* 21. Juni 1825 in Ratzeburg; † 8. Juni 1897 in Lovran, Österreich-Ungarn) war ein deutsch-österreichischer Kultur- und Kunsthistoriker.

## Leben
Jacob Falke, Bruder des Johannes Falke und Sohn eines Posthalters, studierte in Erlangen Klassische Philologie, ging nach drei Semestern nach Göttingen, wo er zusätzlich moderne Philosophie und Geschichte studierte und die Lehramtsprüfung ablegte. Während seines Studiums wurde er in Erlangen im Winter-Semester 1845/46 Mitglied der Burschenschaft der Bubenreuther. Anschließend wurde er bis 1853 Erzieher im fürstlichen Haus Solms-Braunfels, dann eines Bankiers in Wien.
Im Jahr 1855 wurde Jacob Falke Konservator am Germanischen Museum in Nürnberg, 1858 vom Fürsten Liechtenstein als Bibliothekar und Direktor seiner Gemäldegalerie nach Wien berufen, wo er 1864 zugleich die Stelle eines Kustos und Direktorstellvertreters am k. k. österreichischen Museum für Kunst und Industrie erhielt, und wurde 1871 zum Regierungsrat und 1885 zum Direktor des Museums an Rudolf Eitelbergers Stelle ernannt. 1873 erhielt er den Orden der Eisernen Krone und wurde in den Adelsstand erhoben (Jacob Ritter von Falke).
Falke ist vielfach als Schriftsteller des kulturgeschichtlichen und kunstgewerblichen Faches mit großem Erfolg tätig gewesen, wobei ihm insbesondere eine seltene Gabe, die Resultate der wissenschaftlichen Forschung durch gediegene populäre Darstellung zum Gemeingut aller zu machen, Anerkennung erwarb.
Mit August von Eye gab er Kunst und Leben der Vorzeit (3. Auflage: Nürnberg 1868) heraus. Anlässlich einer Reise nach Schweden, wo Falke die königlichen Sammlungen zu Stockholm und Ulriksdal ordnete, erschien ein Katalog derselben (Wien 1870).
Im Jahr 1901 wurde in Wien Innere Stadt (1. Bezirk) die Falkestraße nach ihm benannt.
Sein Sohn war der Kunsthistoriker und Museumsdirektor Otto von Falke.

## Schriften
- Die deutsche Trachten- u. Modenwelt. 2 Bände. Mayer, Leipzig 1858.
  - Erster Theil: Die alte Zeit und das Mittelalter. (Digitalisat und Volltext im Deutschen Textarchiv)
  - Zweiter Theil: Die Neuzeit. (Digitalisat und Volltext im Deutschen Textarchiv)
- Die ritterliche Gesellschaft im Zeitalter des Frauenkultus. Berlin 1863. (Digitalisat).
- Geschichte des modernen Geschmacks. Leipzig 1866.
- Die Kunstindustrie der Gegenwart, Studien auf der Pariser Weltausstellung 1867. Leipzig 1868.
- Geschichte des fürstlichen Hauses Liechtenstein. Wien 1868–82, Band 1–3. (Digitalisat)
- Die Kunst im Hause. 5. Auflage. Wien 1883.
- Die Kunstindustrie auf der Wiener Weltausstellung. 2 Bände Wien 1873.
- Zur Kultur und Kunst. Studien. Wien 1878.
- Hellas und Rom. Kulturgeschichtliches Prachtwerk, Stuttgart 1879. (Nachdruck: Darmstadt 2014, ISBN 978-3-650-40097-0)
- Costümgeschichte der Culturvölker. Stuttgart 1880. (Digitalisat)
- Ästhetik des Kunstgewerbes. Stuttgart 1883.
- Der Garten. Seine Kunst und Kunstgeschichte. Spemann, Berlin u. a. 1884. (Digitalisierte Ausgabe der Universitäts- und Landesbibliothek Düsseldorf)